# 畑中敏之
畑中 敏之（はたなか としゆき、1952年- ）は、日本の歴史学者、立命館大学教授。

## 人物・来歴
大阪府生まれ。1976年大阪大学文学部史学科卒業、78年同大学院文学研究科博士課程前期課程修了。92年「近世村落社会の身分構造」で大阪大学より文学博士の学位を取得。1978-93年大阪府立高等学校教員。1993年立命館大学経済学部助教授をへて、経営学部教授。 専門・日本近世史、部落史研究。

## 著書
- 『近世村落社会の身分構造』部落問題研究所出版部,1990.6
- 『「部落史」を問う』兵庫部落問題研究所,1993.4
- 『「部落史」の終わり』かもがわ出版,1995.5
- 『学校がなんぼのもんやねん』清風堂書店出版部,1996.4
- 『「かわた」と平人 近世身分社会論』かもがわ出版,1997.2
- 『雪踏をめぐる人びと 近世はきもの風俗史』かもがわ出版,1998.7.
- 『身分・差別・アイデンティティ 「部落史」は墓標となるか』かもがわ出版,2004.7
- 『身分を越える 差別・アイデンティティの歴史的研究』阿吽社, 2014.12

### 共編著
- 『脱常識の部落問題』朝治武, 灘本昌久共編.かもがわ出版,1998.5
- 『差別とアイデンティティ』朝治武, 内田龍史共編著.阿吽社,2013.6

## 論文
- ＜畑中敏之